# Paraclius grootaerti
Paraclius grootaerti är en tvåvingeart som beskrevs av Olejnicek 2003. Paraclius grootaerti ingår i släktet Paraclius och familjen styltflugor.
Artens utbredningsområde är Laos. Inga underarter finns listade i Catalogue of Life.